# Terremoto de La Ligua y Petorca de 1873
El Terremoto de La Ligua y Petorca de 1873 fue un movimiento telúrico tipo terremoto registrado en la madrugada del 7 de julio de 1873, que afectó la zona central de Chile, principalmente la provincia de Petorca, en los valles de La Ligua, Quillota y Limache, se calcula que tuvo una magnitud superior a los 8,0 Richter, debido a que fue superior al del 6 de julio de 1730.
Fue percibido también en Santiago de Chile y Valparaíso sin mayores pérdidas, mientras que en La Ligua y Limache más del 50% de las estructuras desapareció.
Murieron un total de 106 personas, 304 quedaron heridas y hubo más de 5.000 damnificados.
El cronista Benjamín Vicuña Mackenna se refiere así al terremoto:

XI. Julio 7 de 1873.- No presentaba el año 73 ningún fenómeno anormal en el desarrollo de su invierno, cuando, al amanecer del 7 de julio, en el corazón de aquella estación y encapotado el suelo en una espesa niebla, comenzó a temblar en Santiago con una violencia tan extraordinaria, que produjo un jeneral espanto en la ciudad. En Valparaiso hubo personas que murieron materialmente de terror, i entre otras la esposa del señor notario Iglesias. Duró el remezón, o más propiamente, la serie de remezones que en tropel se sucedían, cerca de un minuto,  i aunque no hubo en la capital, que parecia ser su núcleo, desgracias materiales, escepto algunas rasgaduras de templos i tapias derribadas, la opinion de los contemporáneos fue que aquel sacudimiento había excedido en fuerza i duracion al que se recordaba por ellos como mas pujante, al del 2 de abril de 1851. Algunos anticuarios recordaban también su analojía de fechas con el del 6 de julio de 1730, que fue una verdadera ruina para la capital i el pais colonial.  (...) el gran sacudimiento, que había conmovido fuertemente la zona del centro del territorio, especialmente los valles de la Ligua, de Quillota y de Limache, donde se produjeron verdaderas ruinas, (...)

Mientras que Fernand Montessus de Ballore señala

1873. Julio. 7. II. 26. La Ligua y Petorca.El fenómeno tuvo lugar a las II. 26. 20. en Santiago, según la observación hecha por don José Ignacio Vergara, entonces Director del Observatorio Astronómico de la Quinta Normal. El mismo sabio lo describió (1) apoyándose para esto sobre los informes oficiales de los gobernadores de Petorca y de la Ligua, es decir, de las ciudades más damnificadas. A estos pormenores se agregarán los sacados de los periódicos y sobre todo de los informes oficiales de los gobernadores de Limache y de Quillota y de los intendentes de Valparaíso y de Santiago, con lo que la historia del semi-terremoto de que se trata, resulta bastante completa.